# Mister Internacional
Míster Internacional es un concurso de belleza masculino de origen singapurense, que se celebra anualmente. Candidatos de aproximadamente 40 países (independientes o autónomos) del mundo se reúnen cada año en el país sede para competir por el título. Cada concursante representa a su país de origen, y el ganador del concurso lleva el título por un período de un año, añadiendo a él, el año en que lo ganó. El ganador de Mister Internacional 2024 y actual titular del concurso es Nwajagu Samue de Nigeria, quien ganó el título, en Bangkok, Tailandia.

## Historia
En 2006, el empresario singapurense y director nacional de Míster Singapur, Alan Sim, fundó su propio concurso de belleza masculino internacional, debido a que no contaba con una franquicia internacional, a la cual enviar a los concursantes ganadores de su concurso nacional.
La primera edición, se llevó a cabo el 7 de octubre de 2006 en la ciudad de Singapur, la cual contó con la participación de 19 países, siendo Wissam Hanna del Líbano, el primer ganador del concurso.
Aproximadamente 80 países han participado en el concurso, convirtiéndolo en uno de los concursos de belleza masculinos más importantes del mundo.

## Ganadores
| Año  | Míster Internacional   | País                 | Ciudad Anfitriona    | Candidatos |
| ---- | ---------------------- | -------------------- | -------------------- | ---------- |
| 2024 | Nwajagu Samue          | Nigeria              | Bangkok, Tailandia   | 46         |
| 2024 | Fran Zafra             | España               | Manila, Filipinas    | 25         |
| 2023 | Kim Thitisan Goodburn  | Tailandia            | Bangkok, Tailandia   | 36         |
| 2023 | José Calle             | España               | Manila, Filipinas    | 36         |
| 2022 | Emmanuel “Manu” Franco | República Dominicana | Manila, Filipinas    | 35         |
| 2018 | Trịnh Văn Bảo          | Vietnam              | Manila, Filipinas    | 39         |
| 2017 | Seung Hwan Lee         | Corea del Sur        | Yangon, Myanmar      | 36         |
| 2016 | Paul Iskandar          | Líbano               | Bangkok, Tailandia   | 35         |
| 2015 | Pedro Mendes           | Suiza                | Manila, Filipinas    | 36         |
| 2014 | Neil Perez             | Filipinas            | Ansan, Corea del Sur | 29         |
| 2013 | José Anmer Paredes     | Venezuela            | Yakarta, Indonesia   | 38         |
| 2012 | Ali Hammoud (Renunció) | Líbano               | Bangkok, Tailandia   | 38         |
| 2012 | Ron Teh (Suplente)     | Singapur             | Bangkok, Tailandia   | 38         |
| 2011 | César Curti            | Brasil               | Bangkok, Tailandia   | 33         |
| 2010 | Ryan Terry             | Gran Bretaña         | Yakarta, Indonesia   | 40         |
| 2009 | Bruno Kettels          | Bolivia              | Taichung, Taiwán     | 29         |
| 2008 | Ngô Tiên Doàn          | Vietnam              | Tainan, Taiwán       | 30         |
| 2007 | Alan Bianco Martini    | Brasil               | Kuching, Malasia     | 17         |
| 2006 | Wissam Hanna           | Líbano               | Singapur, Singapur   | 19         |

## Países ganadores
| País                 | Títulos    | Año(s)           |      |
| -------------------- | ---------- | ---------------- | ---- |
| Líbano               | 3          | 2006, 2012, 2016 |      |
| Vietnam              | 2          | 2008, 2018       |      |
| Brasil               | 2          | 2007, 2011       |      |
| España               | 2          | 2023, 2024       |      |
| Nigeria              | 2          | 1                | 2024 |
| Tailandia            | 2023       | 1                |      |
| España               | 2023, 2024 | 1                |      |
| República Dominicana | 2022       | 1                |      |
| Corea del Sur        | 2017       | 1                |      |
| Suiza                | 2015       | 1                |      |
| Filipinas            | 2014       | 1                |      |
| Venezuela            | 2013       | 1                |      |
| Singapur             | 2012       | 1                |      |
| Gran Bretaña         | 2010       | 1                |      |
| Bolivia              | 2009       | 1                |      |